# Villeneuve-lès-Avignon
Villeneuve-lès-Avignon è un comune francese di 12 950 abitanti situato nel dipartimento del Gard, nella regione dell'Occitania.

## Storia

### Preistoria
Le più antiche tracce antropiche datano dalla fine del Neolitico: si tratta di abitazioni e sepolcri ritrovati nel quartiere del Poligono, della collina del Cabrion.
Agli Angli, il Rocher de la Justice è servito per installarvi un oppidum nell'età del rame, riorganizzato durante la protostoria; altre scoperte risalenti alla stessa epoca sono state fatte sul territorio comunale e sui dintorni.. Il monte Andaon fu occupato ugualmente nella preistoria ma il suo utilizzo come oppidum è tuttavia incerto: esso è in effetti facilmente accessibile da ovest e da sud e la sua fortificazione avrebbe richiesto parecchio sforzo a una numerosa popolazione. Inoltre alcune scoperte archeologiche dal 1873 non confermano questa ipotesi.

### Antichità
Sul monte Andaon è stato costruito un santuario al dio Silvano, forse dalla confraternita dei riquadratori. Sono state anche ritrovate alcune tombe, ma è evidente che il territorio del comune era poco abitato all'inizio dell'era cristiana..
Le scoperte sono più numerose per i secoli successivi: sono state scoperte parecchie tombe dai secoli III al VI. È possibile che le numerose tombe dei secoli V e VI siano quelle di avignonesi che si facevano interrare oltre il fiume, scelta che avrebbe potuto essere facilitata dalla costruzione di un ponte in legno intorno all'anno 400.

### Medioevo
Sul monte Andaon si sviluppò una necropoli cristiana intorno alla tomba di Casaria, in una grotta. Alla sua morte, l'8 dicembre 586, il marito Valente appose un epitaffio sulla sua tomba. Questo testo, inciso su una lapide in marmo, conservata nella Collegiale di Villeneuve, è all'origine della tradizione secondo la quale Casaria era la sposa di un vescovo di Avignone e si era ritirata in romitaggio sulla cima del monte Andaon, seguendo il modello di santa Maria Maddalena. Di fronte alla venerazione di cui fu oggetto la sua tomba, il vescovo di Avignone si rivolse ad una comunità di benedettini per disciplinare il culto nascente.
Prima del 980 fu fondata sul monte Andaon l'abbazia Saint-André., prima di essere approvata con Bolla papale nel gennaio del 999 All'epoca le colline e i loro dintorni non erano occupati che da qualche casa e fattoria isolate. Un villaggio si sviluppò intorno all'abbazia nell'XI secolo sotto il nome di borgo Saint-André.
Dopo il 1181 e prima del 1200, un muraglione fu costruito intorno al villaggio, che divenne un castrum, probabilmente a seguito della costruzione del ponte sul Rodano (terminata nel 1185), volendosi gli abitanti di Saint-André proteggersi dagli avignonesi. È probabilmente anche a questa data che l'abate diede l'autonomia al villaggio e affrancò almeno una parte dei servi. Tuttavia il borgo di Saint-André fu annesso al comune di Avignone all'inizio del XIII secolo e nel 1210 Raimondo V di Provenza confermò l'annessione. Nonostante una rivolta degli abitanti di Saint-André nel 1213, questo dominio degli avignonesi fu nuovamente confermato nel 1222. Nel 1226 l'armata del re di Francia assediò Avignone, nel quadro della crociata albigese.
Nel 1226 il re di Francia Luigi VIII, in conflitto contro il conte di Tolosa, giunse con il suo esercito davanti ad Avignone. Avignone rimase fedele al conte e rifiutò il passaggio dell'esercito regio. Durante i tre mesi che durò l'assedio, il re fu ospite dell'abate di Saint-André, che gli propose di firmare un trattato di spartizione. I termini di questo trattato non furono mai di fatto applicati: la fine della crociata contro gli albigesi nel 1229 dissolse la contea di Tolosa a vantaggio dei vincitori: Avignone fu divisa fra i due fratelli del re di Francia e le pretese della città su Saint-André furono annullate.
Alla fine del XIII secolo cambiamenti geopolitici ebbero conseguenze sulla riva destra del Rodano. Il re di Francia Filippo il Bello, che ereditò dallo zio la metà della signoria di Avignone, la cambiò con un cugino, re di Napoli, altro co-signore di Avignone. Il re di Francia perse il controllo della riva sinistra del fiume e dovette quindi assumere quello della riva destra.
L'11 luglio 1292, dopo due anni di negoziati, un nuovo trattato di spartizione sostituì il primo. Esso prevedeva:
- la costruzione di due fortezze regie;
- la spartizione fra l'abate e il re di tutti gli introiti della signoria di Saint-André (molto ricca) e delle terre regie di Tavel;
- l'esercizio dell'alta giustizia tornò in capo al re;
- il sigillo divenne ormai comune (da cui lo stemma attuale della città).

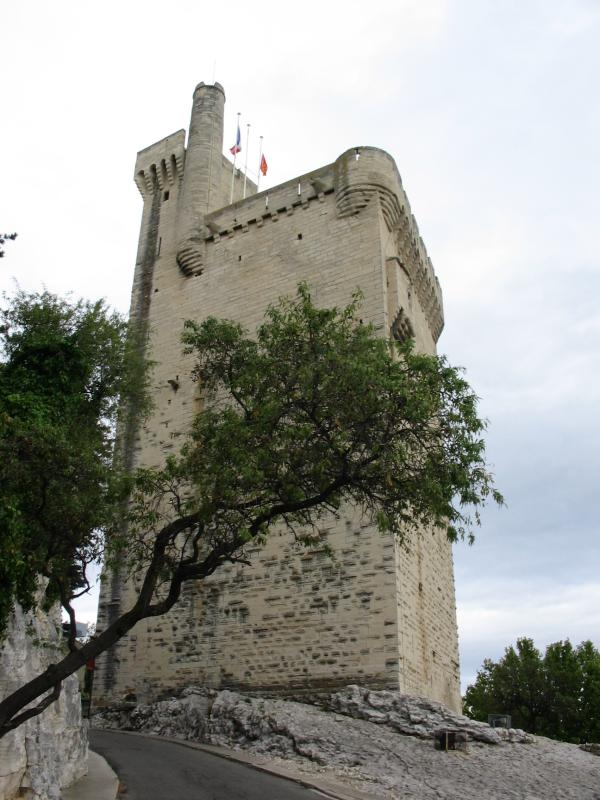
Torre di Filippo il Bello

La costruzione d'una fortezza all'ingresso del ponte iniziò subito. Il controllo del ponte era la vera posta in gioco, economica e strategica, di questo trattato. Nel costruire la Grande Torre all'estremità del ponte (oggi Torre di Filippo il Bello), il re si annetté la totalità del ponte e si attribuì l'autorità d'imporre pedaggio. Nonostante le proteste degli avignonesi, lo stato di fatto e la legge del più forte s'imposero.
Allo scopo di favorire lo sviluppo economico della co-signoria, fu fondata nel marzo 1293 sulle rive del Rodano una bastide regia, che portava il nome di Ville Neuve-Saint-André-près-d'Avignon. Dotata di numerosi privilegi al fine di favorirne l'incremento demografico, la nuova città doveva senza dubbio, nello spirito del re di Francia, far concorrenza e surclassare la rivale Avignone. Ma una vicenda del tutto imprevista mandò all'aria i suoi piani e rimodificò il destino della città. L'installazione nel 1316 ad Avignone del papato ebbe enormi conseguenze sulla nascente città, che riceveva la villeggiatura dei cardinali e dei sovrani pontefici. Quattordici palazzi enormi furono eretti a Villeneuve, fatto che segna ancor oggi la fisionomia della città. Alcune erano dimore di campagna (palazzo di Montaut, di Montolivet), altri veri e propri palazzi urbani (palazzo di Via, del Pouget, di Canilhac, di Thurry) elevati a margine della nuova città, soffocando lo sviluppo naturale del suo piano iniziale in una scacchiera. Successivamente seguirà la costruzione della seconda fortezza regia prevista dal trattato del 1292, il Fort Saint-André, sul monte Andaon, per proteggere l'abbazia dalle scorrerie dei briganti durante la guerra dei cento anni e per fortificare i confini del regno.
Nel 1356 vi fu la fondazione, da parte di papa Innocenzo VI, della Certosa di Notre-Dame-du-val-de-Bénédiction, che divenne una delle più grandi e ricche d'Europa.
Nel XIV secolo il potere dell'abate continuò a decrescere, fino alla rivolta degli abitanti di Villeneuve, nel 1388, che si rifiutarono di prestare giuramento di fedeltà al loro abate, sempre assente..
Nel novembre 1461, con sue lettere, Luigi XI confermò i privilegi di Saint-André-lèz-Avignon.

### Epoca moderna

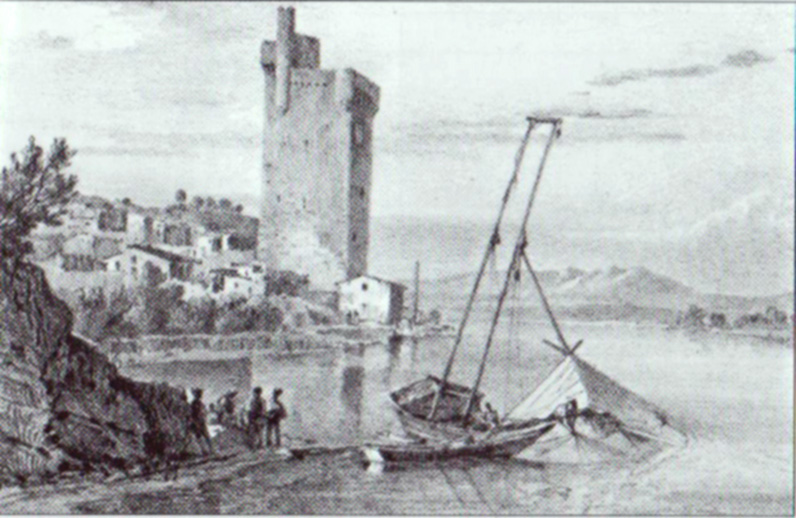
Barca da pesca con la bilancia

Nel 1649 un progetto di portale monumentale per la certosa, esaminato quattro anni prima, venne realizzato dall'architetto François de Royers de la Valfenière (1575–1667). Nel 1660 Luigi XIV di Francia vi transitò con un grande seguito, quando venne a visitare la certosa.
Nel XVII la pesca sulle rive del Rodano veniva effettuata con la bilancia. I pescatori si piazzavano a valle dei mulini ad acqua disposti su battelli, generalmente ai piedi della Torre di Filippo il Bello, in modo da poter catturare nella corrente i pesci attratti dalla farina che sfuggiva al mulino..

### Periodo contemporaneo
Quello della rivoluzione fu un periodo relativamente calmo a Villeneuve, ove trovarono rifugio numerosi avignonesi e cittadini del Contado Venassino che cercavano di sfuggire alla guerra civile che insanguinava gli stati pontifici. Tuttavia questo periodo costituì una rottura radicale nella storia della città. Privata improvvisamente dei suoi privilegi di città regia e delle ricche case di religiosi, la comunità di Villeneuve si trovò ridotta al rango di capoluogo di cantone.
La popolazione, composta di piccoli commercianti, di artigiani e di agricoltori fu alla mercé delle piene del Rodano, delle malattie del baco da seta e della scomparsa della garanza.

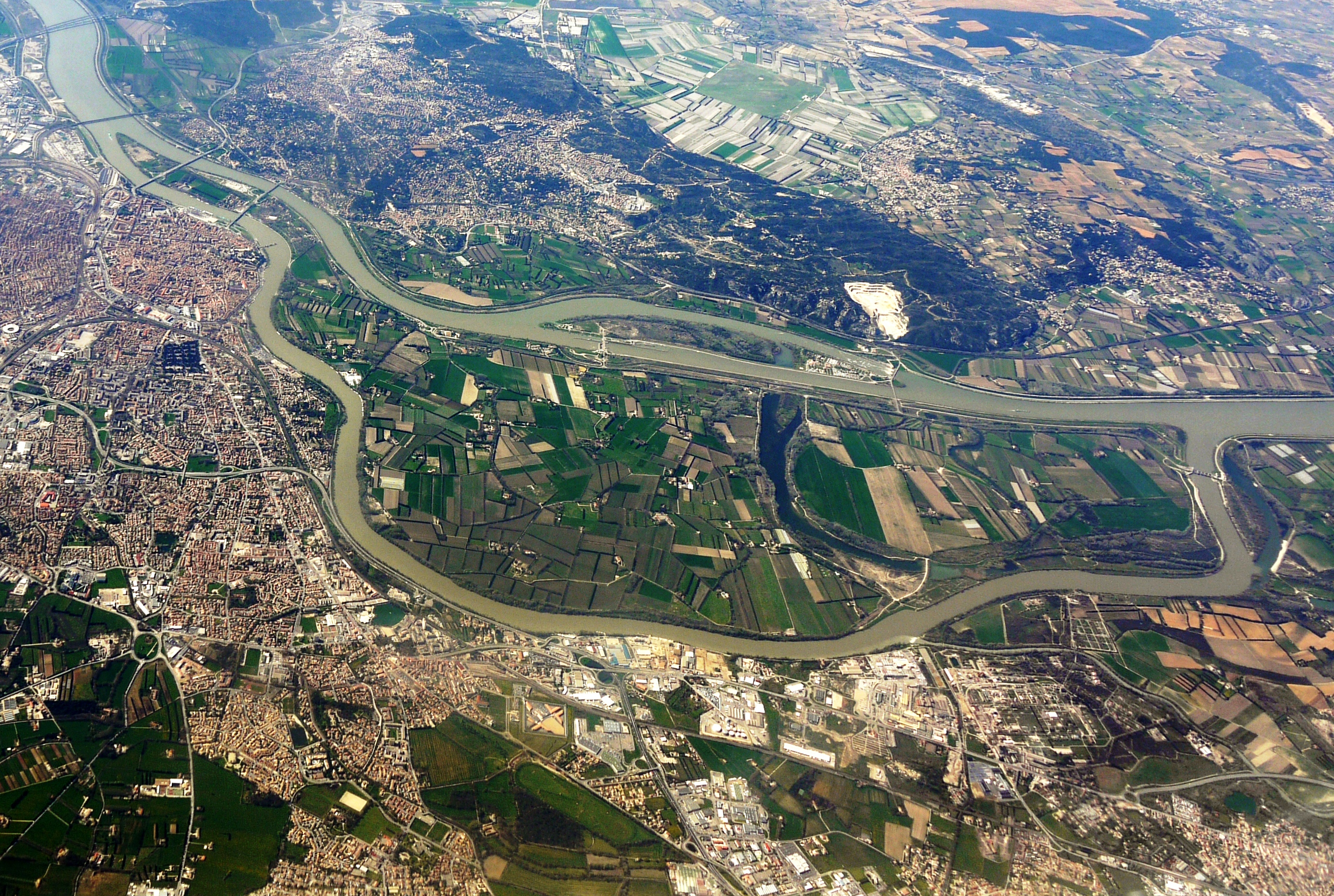
Veduta aerea dell'isola della Barthelasse - Alla sinistra la città di Avignone

Le municipalità successive dovettero lottare contro le pretese territoriali di Avignone (la vasta e fertile isola della Barthelasse fu trasferita nel 1852 dal territorio comunale di Villeneuve a quello di Avignone) e l'insabbiamento del porto che comportò nel 1855 lo spostamento della fiera di sant'Andrea da Villeneuve ad Avignone.
La creazione d'un ponte nel 1820 e poi l'arrivo del treno favorirono gli scambi e stimolarono l'economia: un'agricoltura prospera e una fitta rete di piccole fabbriche fecero di Villeneuve un comune rigurgitante di attività. I suoi tesori artistici attrassero numerosi esteti, artisti, pittori e scrittori. La città fu soggetto prediletto dei pittori della Scuola di Avignone all'inizio del XX secolo e infine, come i cardinali del VIV secolo, le famiglie della borghesia avignonese vi stabilirono le loro sedi di villeggiatura sulle colline di Montaut, ove si godeva la più bella vista su Avignone, mentre le classi medie apprezzavano la tranquillità delle loro casette tipiche di Candau. Numerosi alberghi e trattorie facevano parte di questo modo di vivere.
Nell'ambito del Fronte occidentale (1914-1918) il 4 aprile 1918 arriva la 3ª Squadriglia che resta fino al 5 agosto.

### Simboli
Lo stemma di Villeneuve-lès-Avignon si blasona:
Lo stemma della città ricorda la sua doppia origine: da un lato i gigli d'oro del re di Francia Filippo il Bello che fondò Ville Neuve-Saint-André nel marzo del 1293, dall'altro la croce dell’abbazia di Sant’Andrea.

## Società

### Evoluzione demografica
Abitanti censiti

## Il monte Andaon
Il monte Andaon o Puy Andaon è una collina che domina la città di Villeneuve-lès-Avignon. Vi era, di fronte al rocher des Doms di Avignone cui esso è contrapposto, una posizione strategica delimitata a set dal fiume e a ovest da scoscesi pendii, che facevano di lui un luogo sicuro. Il Rodano in effetti, bagnava fino al XVIII secolo i piedi del monte Andaon. Oggi il fiume scorre molto più a est di Villeneuve, in quanto il suo letto è indietreggiato di circa ottocento metri, creando la ricca piana dell'Abbazia.
Plutarco sostiene che i Volci Arecomici avessero consacrato la cima alla loro divinità Stathmos (Station, magazzino in greco, Statumae in latino), poi, con la romanizzazione della regione, questa divinità divenne Silvano, dio campestre.

## Monumenti

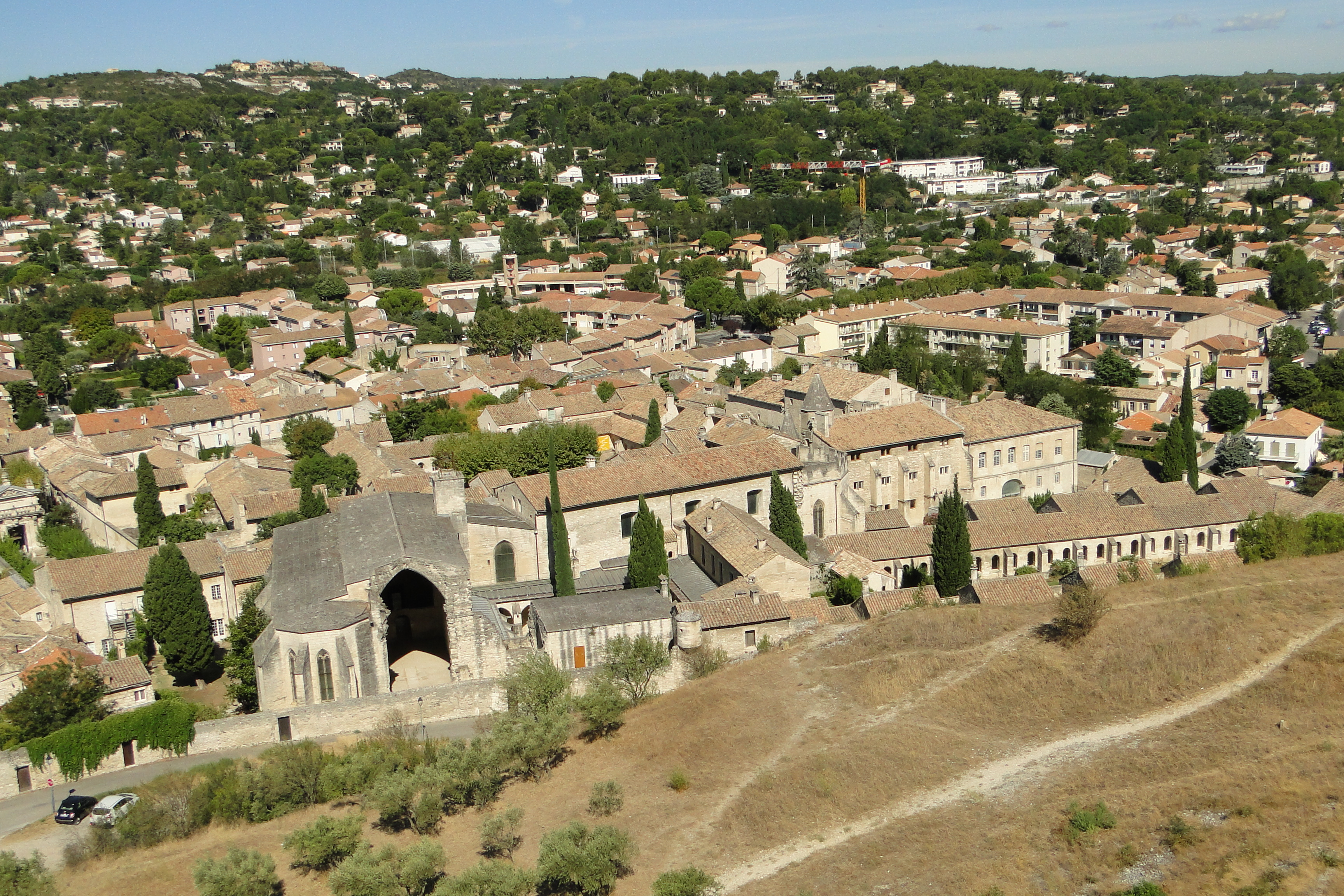
La certosa du Val de Bénédiction vista da Fort Saint-André

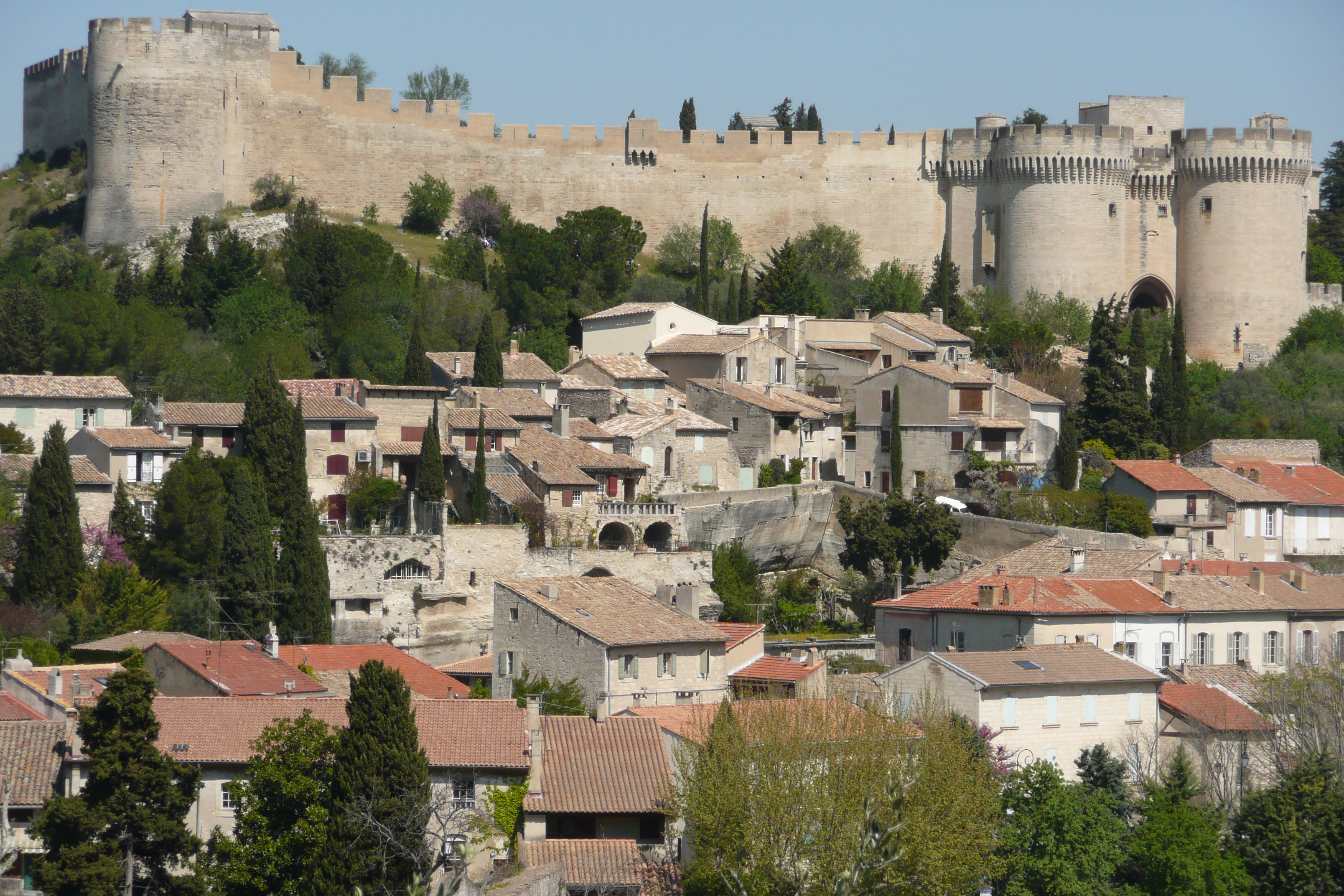
Il Fort Saint-André

- Certosa di Notre-Dame-du-val-de-Bénédiction: Innocenzo VI, giunto al soglio pontificio nel 1352 diede avvio ai lavori per la costruzione della certosa, all'interno della quale risiede tuttora il suo monumento funebre. La cappella di S. Giovanni Battista presenta un ciclo di affreschi eseguiti da Matteo Giovannetti. La cappella è probabilmente preesistente alla certosa e apparterrebbe al palazzo cardinalizio di papa Innocenzo VI.
- Fort Saint-André, costruito dopo il trattato di suddivisione del 1292 sul monte Andaon.
- Torre Filippo il Bello.
- Collegiale Notre-Dame de Villeneuve-lès-Avignon, chiesa collegiale risalente al XIV secolo.
- Musée Pierre-de-Luxembourg che ospita La Vierge d'Enguerrand Quarton.

## Amministrazione

### Gemellaggi
- Gytheio
- Peñíscola
- Rheinbach
- San Miniato